# Guy Camberabero
Guy Camberabero (Saubion, 17 maggio 1936 – Valence, 26 ottobre 2023) è stato un rugbista a 15 francese, tra i protagonisti del primo Grande Slam della Francia al torneo delle Cinque Nazioni di rugby.

## Biografia
Fratello maggiore di una coppia di rugbisti in mediana (lui apertura, suo fratello Lilian, più giovane di un anno, mediano di mischia) giunse a 19 anni a La Voulte-sur-Rhône come operaio alla Rhône-Poulenc e, insieme al fratello, costituì per lungo tempo la cerniera della squadra locale, che nel 1969-70 riuscì ad arrivare alla conquista del suo primo - e a tutt'oggi unico - campionato francese.
Esordì in Nazionale nel 1961 contro la Nuova Zelanda e disputò in coppia con il fratello, esordiente nel 1964, due tornei del Cinque Nazioni, nel 1967 (vittoria) e 1968 (Grande Slam, il primo della storia francese al torneo).
Nel corso dell'incontro disputato l'11 febbraio 1967 a Colombes contro l'Australia e vinto 20-14, Guy Camberabero realizzò 17 punti, frutto di 4 calci piazzati, un drop e una trasformazione: la meta (che all'epoca valeva 3 punti) oggetto della trasformazione era stata marcata da suo fratello Lilian.
Sempre nel 1967, contro l'Italia, Guy Camberabero mise a segno 9 trasformazioni in un singolo incontro, record per giocatori internazionali francesi.
Singolarmente, tale record fu eguagliato vent'anni più tardi da suo figlio Didier contro lo Zimbabwe nel corso della Coppa del Mondo di rugby 1987.
Ancora, il 1967 fu l'anno della conquista dell’Oscar du Midi Olympique, riconoscimento riservato al miglior giocatore del campionato di rugby XV.
Guy è autore, insieme a suo fratello Lilian, di un libro sul rugby, Le mot de passe (1971).

## Palmarès
- Campionati francesi: 1
La Voulte: 1969-70